# Kanton Lille-Sud-Ouest
Kanton Lille-Sud-Ouest (francouzsky Canton de Lille-Sud-Ouest) je francouzský kanton v departementu Nord v regionu Nord-Pas-de-Calais. Tvoří ho pouze jihozápadní část města Lille.